# 库利亚
库利亚，是西班牙瓦伦西亚自治区卡斯特利翁省的一个市镇。总面积116平方公里，总人口733人（2001年），人口密度6人/平方公里。